# Стшельце-Дольне
Стшельце-Дольне (пол. Strzelce Dolne, нім. Nieder Strelitz) — село в Польщі, у гміні Добрч Бидґозького повіту Куявсько-Поморського воєводства.
Населення — 194 особи (2011).
У 1975-1998 роках село належало до Бидгощського воєводства.

## Демографія
Демографічна структура станом на 31 березня 2011 року:
|          | Загалом | Допрацездатний вік | Працездатний вік | Постпрацездатний вік |
| -------- | ------- | ------------------ | ---------------- | -------------------- |
| Чоловіки | 101     | 25                 | 69               | 7                    |
| Жінки    | 93      | 17                 | 55               | 21                   |
| Разом    | 194     | 42                 | 124              | 28                   |